# فيدرا (جرندة)
بلدية فيدرا (بالإسبانية: Vidrá) هي بلدية تقع في مقاطعة جرندة التابعة لمنطقة كتالونيا شمال شرق إسبانيا.

## الديموغرافيا
بلغ عدد سكان بلدية فيدرا 167 نسمة عام 2011 (وفقاً للمعهد الوطني الإسباني للإحصاء).
| 172 | 164 | 163 | 172 | 179 | 173 | 167 |